# فيل زيفنبيرغن
فيل زيفنبيرغن (بالإنجليزية: Phil Zevenbergen)‏ مواليد 13 أبريل 1964 في سياتل، هو لاعب كرة سلة أمريكي سابق. بدأ مسيرته الاحترافية في سنة 1987. تم اختياره من قبل فريق سان أنطونيو سبرز خلال الدرافت. حمل الرقم 41. اعتزل اللعب في 1999.

## المسيرة الاحترافية
لعب مع بالونكيستو مالقا في الدوري الإسباني في موسم 1987–1988، ثم لعب مع سان أنطونيو سبرز في سنة 1988، ثم لعب مع ريدجو كالابريا في موسم 1988–1989.

## روابط خارجية
- فيل زيفنبيرغن على موقع إن بي أي (الإنجليزية)
- فيل زيفنبيرغن على موقع سبورتس رفرنس (الإنجليزية)
- فيل زيفنبيرغن على موقع الدوري الإسباني لكرة السلة (الإسبانية)
- فيل زيفنبيرغن على موقع كرة السلة الأوروبية.كوم (الإنجليزية)
- فيل زيفنبيرغن على موقع كلية كرة السلة في سبورتس رفرنس.كوم (الإنجليزية)
- فيل زيفنبيرغن على موقع ريلجم (الإنجليزية)
- فيل زيفنبيرغن على موقع بروبوليرز (الإنجليزية)
- فيل زيفنبيرغن على موقع سبورتس رفرنس (الإنجليزية)